# Малая Тесьма
Ма́лая Тесьма́ — река в России на Южном Урале, протекает в национальном парке «Таганай» в Челябинской области. Устье реки находится в 3,5 км по левому берегу реки Тесьма. Длина реки составляет 14 км, площадь водосборного бассейна 59,4 км². На реке — питьевое Мало-Тесьминское водохранилище.

## Данные водного реестра
По данным государственного водного реестра России относится к Камскому бассейновому округу, водохозяйственный участок реки — Ай от истока и до устья, речной подбассейн реки — Белая. Речной бассейн реки — Кама.
Код объекта в государственном водном реестре — 10010201012111100021528.